# Pleno (legislativo)
El piso o pleno de una legislatura o de una cámara es el sitio donde los miembros se sientan y hacen sus discursos. Cuando una persona está hablando allí formalmente, se dice que tiene el piso. La Casa de los Comunes y la Casa de los Lores del Reino Unido; la Cámara de Representantes de Estados Unidos y el Senado de Estados Unidos,  todos ellos tienen "pisos" con procedimientos establecidos y protocolos.
La actividad en el pleno de un consejo o legislativo, como un debate, puede ser contrastado con las reuniones y discusiones qué tienen lugar en las comisiones, para las que existen a menudo habitaciones (salas) de comisión separadas.  Algunas acciones, como el vuelco de un veto ejecutivo, sólo pueden ser adoptadas en el pleno.

## Reino Unido
En la Cámara de los Comunes del Reino Unido, se utiliza una configuración rectangular en la que los ministros del gobierno y su partido se sientan a la derecha del Presidente del Parlamento y los partidos de la oposición se sientan en los bancos de enfrente. Los diputados no pueden hablar entre las líneas rojas del suelo que marcan los límites de cada lado. Tradicionalmente, estas líneas están separadas por dos espadas para mitigar la posibilidad de un conflicto físico. Si un miembro cambia de lealtad entre los dos bandos, se dice que cruza el piso o suelo. Sólo los diputados y los funcionarios esenciales de la cámara, como los secretarios, pueden estar en el hemiciclo durante la sesión.

## Estados Unidos
Las dos plantas de debate más importantes del gobierno federal de Estados Unidos son la Cámara de Representantes y el Senado.  Las reglas de procedimiento de ambas cámaras han evolucionado para cambiar el equilibrio de poder y la toma de decisiones entre las cámaras y los comités. En 1986, ambas cámaras fueron televisadas públicamente. Los procedimientos de aprobación de la legislación son muy variados, con diferentes grados de participación de los partidos, las comisiones y las conferencias. En general, a finales del siglo XX, el poder de los plenos aumentó y el número de enmiendas presentadas en el pleno se incrementó considerablemente.

## Procedimientos
Los procedimientos utilizados en los pisos legislativos se basan en trabajos estándar que incluyen
- Erskine Mayo: Práctica parlamentaria, que fue escrita para la Casa de los Comunes del Reino Unido
- El  Manual de Jefferson, que se escribió para el Senado de EE. UU. y que fue incorporada a las reglas para la Cámara de Representantes de EE. UU.

## Uso en otras asambleas
En otras asambleas deliberativas, también se puede utilizar el concepto de "pleno". El siguiente trabajo se basó inicialmente en los procedimientos utilizados en las asambleas legislativas:
- Las reglas de Orden de Robert, que se basaban en las reglas de la Cámara de Representantes de EE.UU. y que se pretende que puedan usarse por sociedades y cuerpos normales.[5]